# Комега
Комега (исп. Edificio Comega) — высотное здание, построенное в стиле рационализм. Расположено на пересечении проспекта Авенида Корриентес и Авенида Леандро Н. Алем, в городе Буэнос-Айрес, Аргентина.
Первый небоскреб, построенный из железобетона в Аргентине и первое здание, покрытое с внутренней стороны травертином. Строительство продолжалось с 1931 и 1934 годы по проекту архитекторов Энрике Дуйлета и Альфредо Хосе Левича.
В свое время он конкурировал с другим зданием, SAFICO, также построенным в рационалистическом стиле, и находящимся в 200 метрах к западу, также на Авенида Корриентес. В 1936 году здание Кавана превзойдет Комега по высоте.

## История
Здание было построено для главного офиса коммерческой животноводческой компании S.A. (COMEGA), на земле, где ранее жил Франсиско Мадеро, на этой земле также построен отель Gran Hotel Nacional.
На момент открытия здание насчитывало 19 этажей. В здании была размещена популярная кондитерская и ресторан «Comega Club», которая просуществовала до 1969 г. Это место было специально подготовлено для больших событий, которые можно было увидеть с его высоты, такие как прибытие в 1934 дирижабля Граф Цеппелин, похороны Карлоса Гарделя в феврале 1936 года, и продолжение строительства проспекта Авенида Корриентес в 1937 году, в 2000 году был установлен на том же месте новый ресторан, а с 2004 года появился Ресторан-кафе « A222», который был закрыт в начале 2012 года.
Большой особенностью здания было пять лифтов, это было впервые в Буэнос-Айресе, что стало самым быстрым способом, подняться на 80 метров за минуту. Заявленный как архитектурное наследие города, был недавно отремонтирован и имеет множество художественных заслуг.

## Описание
С момента своего открытия, одной из самых больших достоинств Комега было его стратегическое расположение. Он расположился на углу проспектов Авенида Корриентес и Авенида Леандро Н. Алем, недалеко от фондовой биржи, Дома правительства и других государственных учреждений, а также штаб-квартиры крупных компаний-экспортеров.
Недалеко, среди прочего, расположены район Пуэрто-Мадеро, Экологический заповедник, Рио-де-ла-Плата. Гораздо дальше, можно также увидеть, огни города Колония (Уругвай) и некоторых зданий в городе Кильмес.
Его внешний вид очерчен прямыми краями и лишен украшений. Он состоит из двух боковых частей и более высокой многоэтажной центральной башни. 21 этаж и 88 метров в высоту. Вместе они определяют центральный открытый двор, на Авенида Леандро Н. Алем. Он также имеет два подземных гаража.
Интерьер украшен гранитной облицовкой и стойками из нержавеющей стали, что было чрезвычайно новаторским и дорогим решением для того времени.

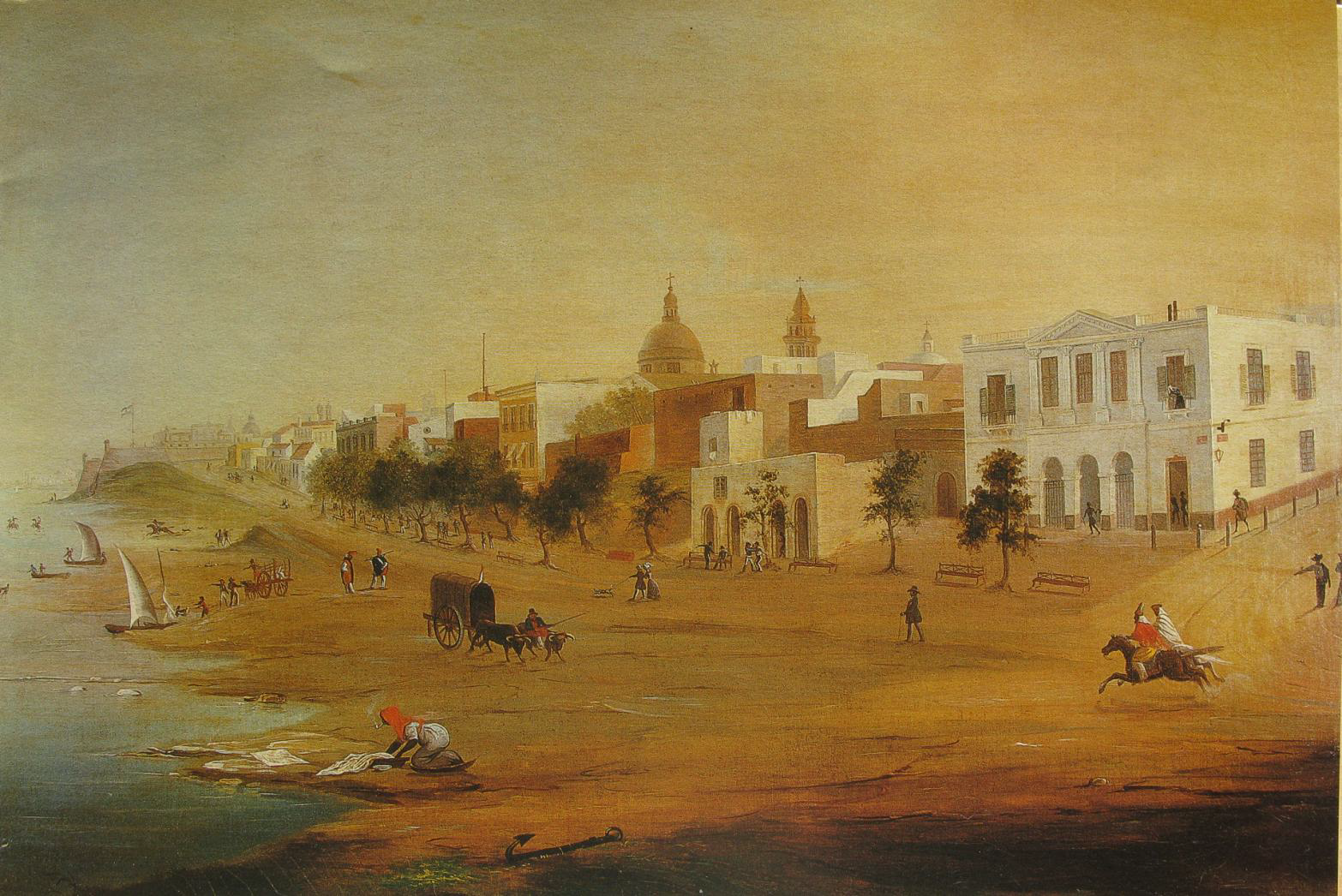
Резиденция Фрасиско Мадеро на месте будущего Комега
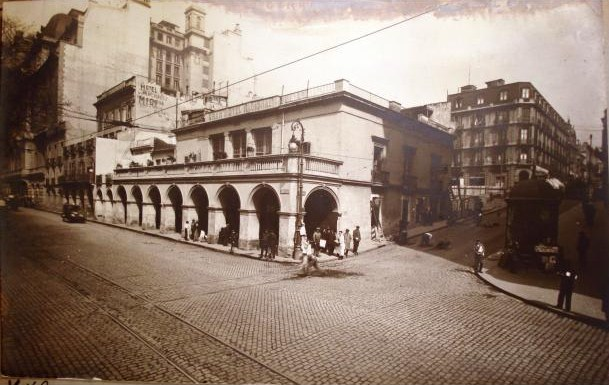
Отель Gran Hotel Nacional, перед постройкой Комега (1920 год)
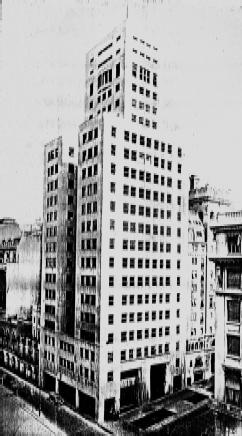
Здание Комега в 1933 году
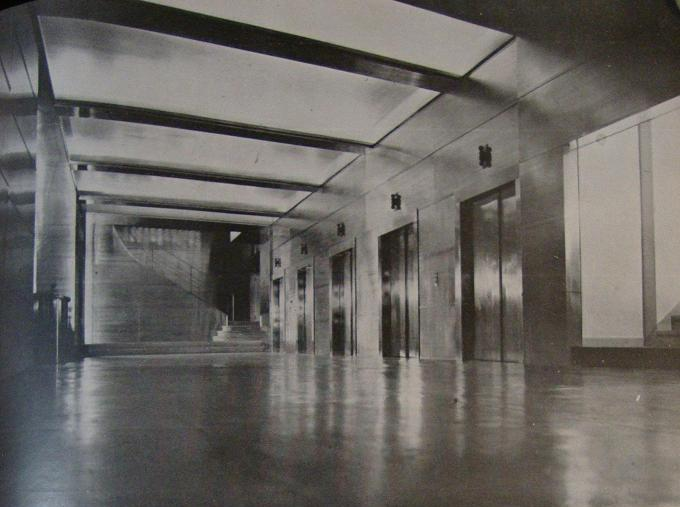
Холл на первом этаже, лифты и главная лестница (1933)
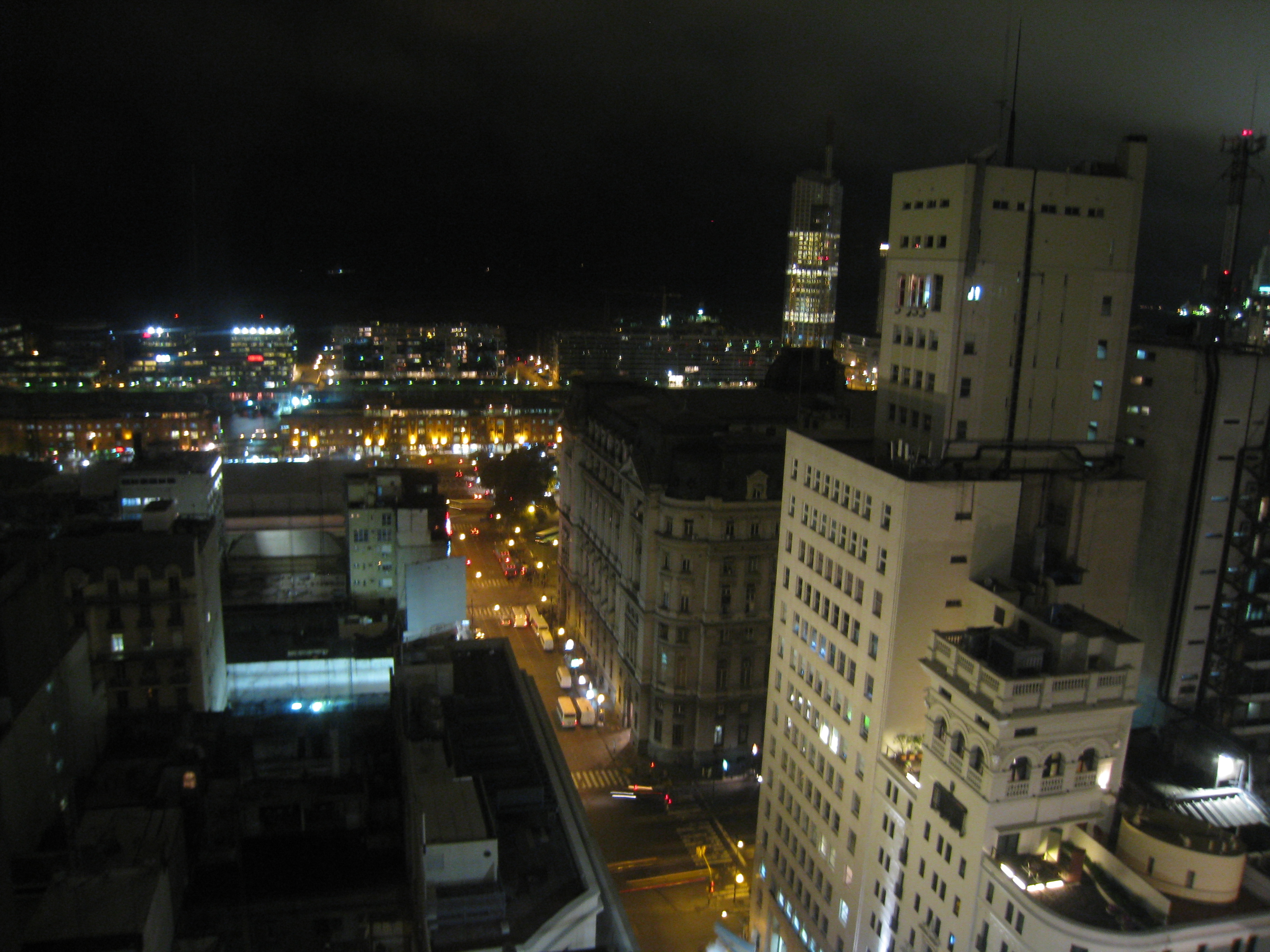
Вид на здание SAFICO